# Neue Bremm

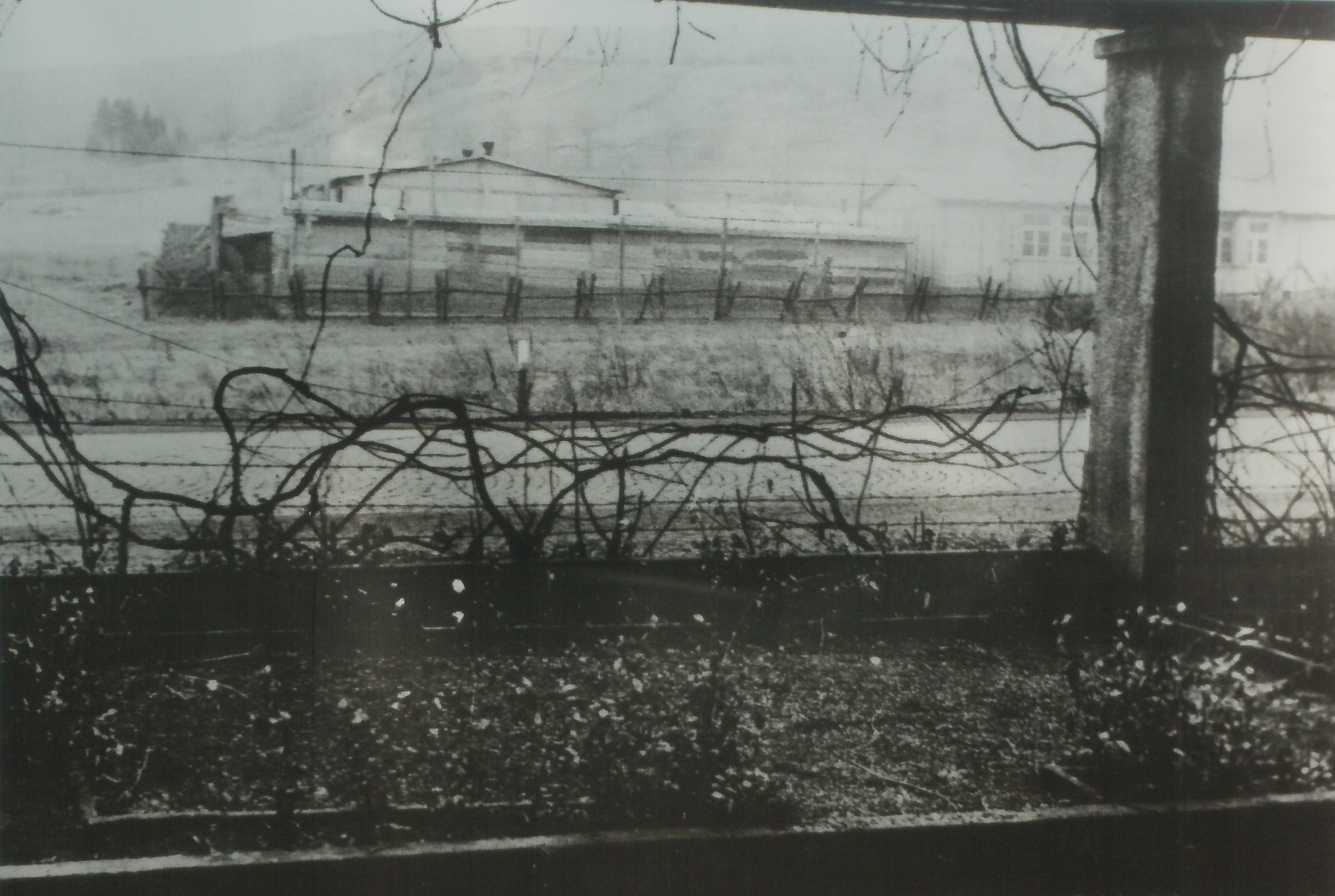
Gestapo-Lager Neue Bremm (von der gegenüberliegenden Straßenseite fotografiert, undatiert zwischen 1942 und 1944)

Das Lager Neue Bremm war ein Gestapo-Lager (ein „Erweitertes Polizeigefängnis“) an der Goldenen Bremm in Saarbrücken nahe der französischen Grenze. Da das Lager nicht von der SS, sondern von einer Polizeibehörde (Gestapo) betrieben wurde, handelte es sich formal nicht um ein Konzentrationslager im engeren Sinn, wenngleich beide derselben Führung unter Himmler zuzuordnen waren. Auch wenn in der Bevölkerung die Bezeichnung KZ für das Lager Neue Bremm noch lange Zeit vorherrschte, so haben doch die bis heute anhaltenden Forschungsarbeiten zur Lagertypologie in der Zeit des Nationalsozialismus (vor allem von Elisabeth Thalhofer) und die sich daran anschließende Öffentlichkeitsarbeit der Initiative Neue Bremm den Begriff des Gestapo-Lagers in der öffentlichen Diskussion etabliert.

## Geschichte

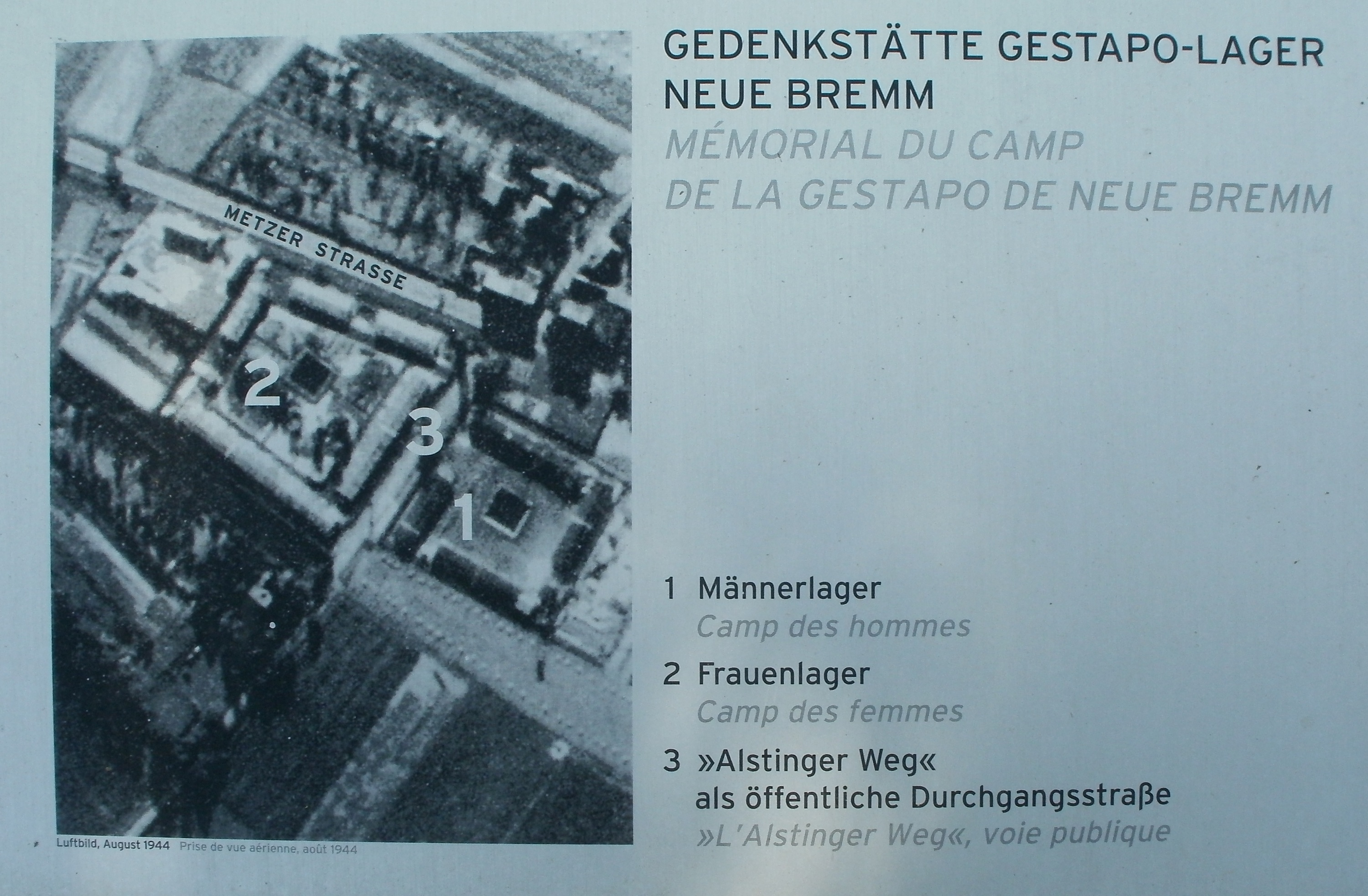
Gestapo-Lager Neue Bremm (Luftbild vom August 1944, mit Lageplan)

Von 1940 bis 1943 wurde das Lager Neue Bremm zunächst als Arbeitslager für Fremd- und Zwangsarbeiter und dann für Kriegsgefangene genutzt; teilweise auch zur „Auslagerung“ von Gefangenen aus dem Saarbrücker Gefängnis Lerchesflur. Das Lager aus Baracken (ein Männer- und ein Frauenlager) war relativ klein. Von Februar 1944 bis November 1944 sprachen die Nationalsozialisten von einem „Erweiterten Polizeigefängnis“. Es diente auch als Durchgangslager für die Konzentrationslager im Elsass (Natzweiler-Struthof), in Dachau, Mauthausen, Buchenwald, Ravensbrück u. a. Das Lager bestand bis zum Einmarsch der alliierten Truppen im Winter 1944/45. Die Häftlinge (unter anderem aus Frankreich, der Sowjetunion, Polen und England) wurden gequält, misshandelt und zum Teil getötet. Die meisten Gefangenen wurden anschließend in ein Konzentrationslager weitertransportiert. Die Zahl der Ermordeten wird auf einige Hundert geschätzt, die der Insassen insgesamt auf etwa 20.000 Häftlinge.
Das deutsche Lagerpersonal (zum Teil SS-Angehörige) wurde 1946 vor dem „Tribunal Général du Gouvernement Militaire de la Zone d’Occupation Française“ in Rastatt wegen Kriegsverbrechen, Verbrechen gegen die Menschlichkeit, Diebstahl, Misshandlung Gefangener, Mord und Totschlag angeklagt und überwiegend verurteilt. Von den 36 Angeklagten wurden 14 zum Tod durch Erschießen verurteilt, unter ihnen der Lagerleiter, SS-Untersturmführer Fritz Schmoll, sein Assistent Peter Weiss und der Führer der Wachmannschaft Karl Schmieden. Alle Todesurteile wurden vollstreckt.

## Gedenkformen

### Die Gedenkstätte Gestapo-Lager Neue Bremm

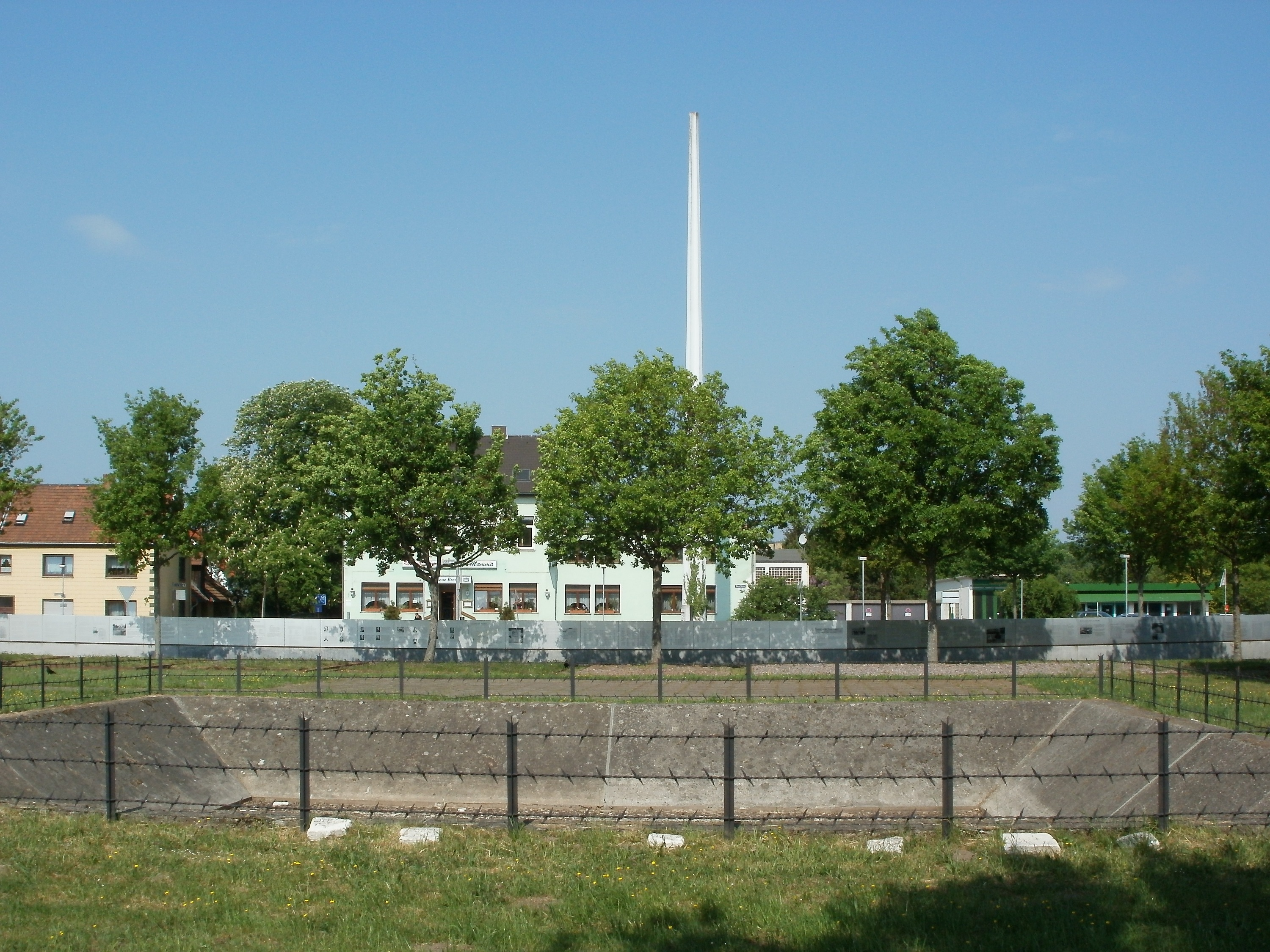
Gedenkstätte mit Obelisk, Mauer und ehemaligem Löschwasserteich

1947 wurde ein Obelisk mit einer Gedenktafel aufgestellt; 1984 eine Dokumentation herausgebracht. Ein weiteres Denkmal wurde ab 1998 geplant und errichtet. Bis auf einen Löschwasserteich sind keine Bauwerke erhalten. Die Fundamente der Männerbaracken wurden und werden jährlich in ehrenamtlichen Aktionen freigelegt und gesäubert. Auf dem Gelände des Frauenlagers steht heute ein Hotel. Die Gedenkstätte Gestapo-Lager Neue Bremm wurde als Ergebnis eines internationalen Architekten- und Künstlerwettbewerbs unter der Leitung des Berliner Architektur-Historikers Michael S. Cullen mit dem erfolgreichen Beitrag „Hotel der Erinnerung“ von Nils Ballhausen und Roland Poppensieker neugestaltet. Am 8. Mai 2004, dem Jahrestag der Befreiung wurde die Gedenkstätte im Beisein des damaligen Ministerpräsidenten Peter Müller und von über 40 Überlebenden des Lagers der Öffentlichkeit übergeben. Wissenschaftliche Symposien, Vortragsveranstaltungen, die Einrichtung einer Häftlingsdatenbank und die Kennzeichnung weiterer Fundamente der Häftlingsbaracken markierten Etappen der Erinnerungsarbeit der Initiative Neue Bremm. Ein weiterer Meilenstein war die Kennzeichnung der verbleibenden Häftlingsbaracken, die im Verkehrsraum bzw. in der industriellen Nachbarschaft des Gedenkstätten-Areals liegen. Auch diese Maßnahme, abgeschlossen am 21. Oktober 2018,  wurde durch Mittel der Gedenkstättenförderung des Bundes, des Landes wie der Landeshauptstadt Saarbrücken ermöglicht.
Die französische Inschrift des Gedenksteins von 1947 lautet:
Dans ce camp / sur des ordres venus d’outre-Rhin / furent traînés vers la mort / les défenseurs / de la dignité et la liberté humaines, / victimes de la barbarie nazie. / Monument / érigé par le comité de la Nouvelle Brème, / inauguré le 11 novembre 1947 (Übersetzung: In diesem Lager sind auf Befehle von jenseits des Rheins Verteidiger der menschlichen Würde und Freiheit in den Tod geschleppt worden, Opfer der nationalsozialistischen Barbarei. Denkmal, errichtet vom Lagerkomitee der Neuen Bremm, eingeweiht am 11. November 1947)

### Mauer

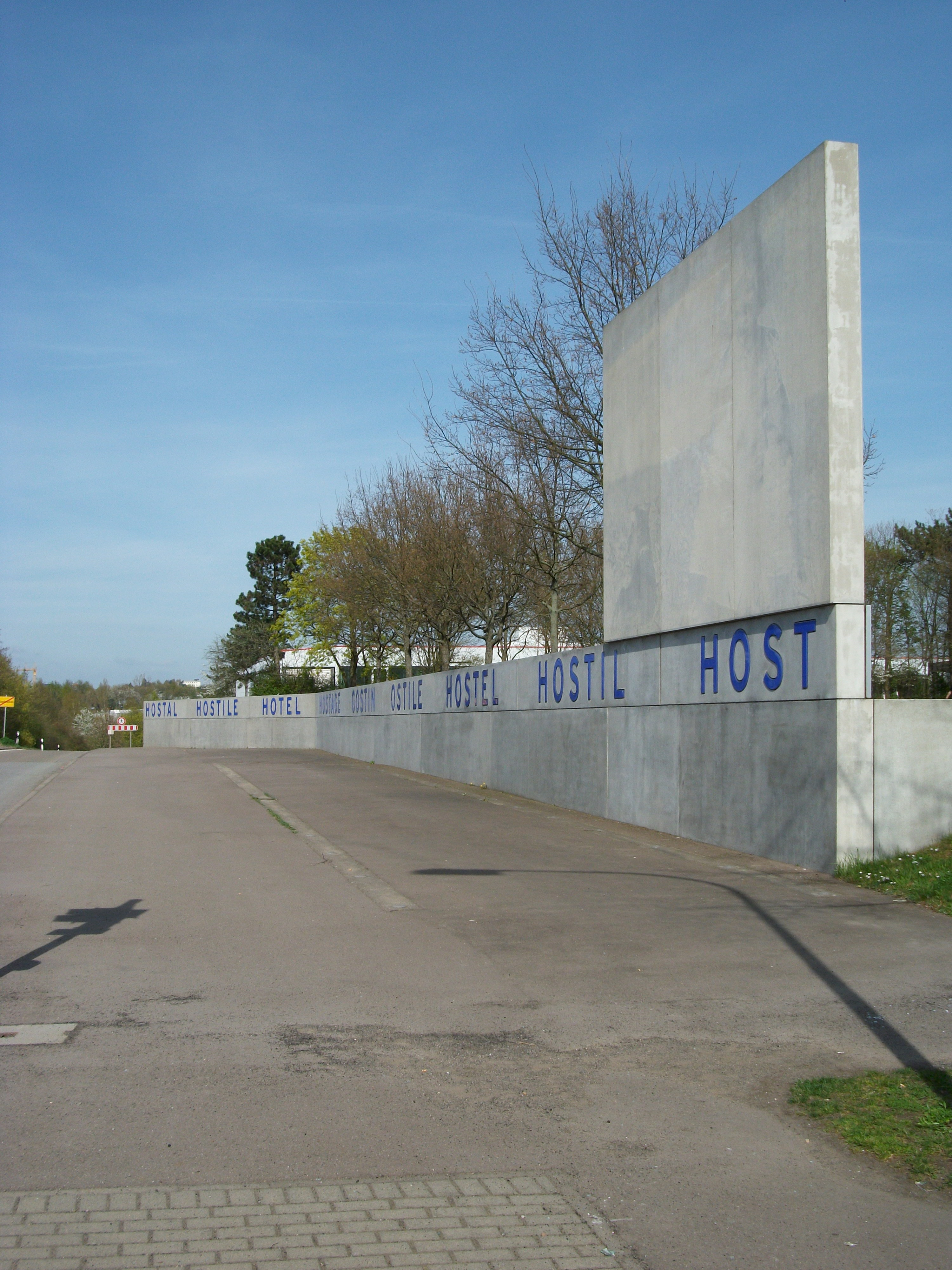
Mauer der Gedenkstätte mit Inschrift

Es erfolgte der Bau einer ca. 65 Meter langen und je nach Böschungshöhe 2,50 bis 3,00 Meter hohen Mauer aus anthrazitfarbenem Sichtbeton. Die zum Lagergelände liegende Seite dient als Informationsfläche. Die zur Straße gerichtete Seite trägt ein nachts elektrisch blau leuchtendes Schriftband, das auf die wechselvolle Geschichte des Ortes hinweist:
„HOSTAL HOSTILE HOTEL HOSTAGE GOSTIN OSTILE HOSTEL HOSTIL HOST“
Die Worte stehen für: HOSTAL = spanisch: Gasthaus, Hotel; HOSTILE = französisch: feindlich, englisch: feindlich gesinnt; HOTEL = deutsch, englisch, französisch; HOSTAGE = englisch: Geisel; GOSTIN = Stamm slawischer Worte, z. B. GOSTINICA, im Russischen gebräuchlich für Hotel; OSTILE = italienisch: feindlich, feindselig; HOSTEL = englisch: Herberge; HOSTIL = spanisch und portugiesisch: feindlich, feindselig; HOST = englisch: Gastgeber, Wirt, tschechisch: Gast.
Über dem sich inzwischen in einem desolaten Zustand befindlichen (Stand: 2020) Leuchtschriftband ist ein überdimensioniertes Familienfoto angebracht. Der Schnappschuss wurde im Jahr 1943 aufgenommen – er zeigt eine Frau, ein Kind und einen kleinen Hund an einem Sommertag, im Hintergrund sind die Häftlingsbaracken des Lagers Neue Bremm zu erkennen. Alltag und Terror waren während des Dritten Reiches eng miteinander verwoben. Der Zivilisationsbruch beschränkte sich nicht auf die Zentren exzessiver Gewalt und massenhaften Tötens, sondern ereignete sich vor aller Augen.
Mit der Einbeziehung des Hotelbereiches wird auch das Gelände des ehemaligen Frauenlagers wieder stärker ins Bewusstsein gerufen. Fichten, die früher die Sicht versperrten, wurden gerodet, sodass heute der Blick vom Gelände des ehemaligen Frauenlagers in das Männerlager frei ist. An der Hotelfassade wurde das Porträt von Yvonne Bermann, einer ehemaligen Gefangenen im Frauenlager Neue Bremm, angebracht. Eine Informationstafel berichtet über ihr Schicksal. Im Foyer des Hotels selbst wurde eine Tafel angebracht, die Informationen über die Geschichte dieses Ortes in den Jahren 1943 und 1944 bereithält.